# Fjärasjö
Fjärasjö är en sjö i Eksjö kommun i Småland och ingår i Emåns huvudavrinningsområde. Sjön är 13 meter djup, har en yta på 0,324 kvadratkilometer och är belägen 232,5 meter över havet. Sjön avvattnas av vattendraget Fusebäcken. Vid provfiske har abborre, gädda, mört och sarv fångats i sjön.

## Delavrinningsområde
Fjärasjö ingår i det delavrinningsområde (638710-146700) som SMHI kallar för Utloppet av Fjärasjö. Avrinningsområdets medelhöjd är 248 meter över havet och ytan är 3,24 kvadratkilometer. Det finns inga delavrinningsområden uppströms utan avrinningsområdet är högsta punkten. Fusebäcken som avvattnar avrinningsområdet har biflödesordning 3, vilket innebär att vattnet flödar genom totalt 3 vattendrag innan det når havet efter 170 kilometer. Delavrinningsområdet består mestadels av skog (85 procent). Avrinningsområdet har 0,32 kvadratkilometer vattenytor vilket ger det en sjöprocent på 10 procent.